# Microsoft Office website

Microsoft Office website 简体网站

Microsoft Office website，是微软公司 Office 产品的的官方網站. 提供关于 Microsoft Office 的产品购买及下载试用、 HowTo（帮助文章）、建议、培训课程、模板、剪贴画与多媒体、下载數據、工具、和Web服务等。 Microsoft Office website 同时为用户提供了一种 Office 在线版本， 全名为 Microsoft Office Online，用户可以通过简单的注册并免费在线使用，它也 Office 365 的一个重要组成部分。
截至2004年11月，Microsoft Office website有超过五千二百万个访客，超过七亿四千六百万次浏览，是全球前100大站点之一。

## 外部連結
- （简体中文） Microsoft Office website （页面存档备份，存于）
- （繁體中文） Microsoft Office website （页面存档备份，存于）
- Microsoft Office Online （页面存档备份，存于）
- Office 模板下载 （页面存档备份，存于）
- Office 帮助及支持 （页面存档备份，存于）